# Římskokatolická farnost Chvojnov
Římskokatolická farnost Chvojnov je územním společenstvím římských katolíků v rámci pelhřimovského vikariátu českobudějovické diecéze.

## O farnosti

### Historie
Chvojnovský kostel je poprvé písemně doložen v roce 1352. V literatuře bývá někdy udáváno, že kostel byl vystavěn za biskupa Tobiáše z Bechyně. Již pelhřimovský historik Josef Dobiáš ukázal, že tyto údaje nemají žádnou oporu v pramenech. Od roku 1630 jsou vedeny matriky.

### Současnost
Farnost má sídelního duchovního správce, který je zároveň administrátorem ex currendo v Zachotíně a ve Vyskytné u Pelhřimova.
| Kostel                         | Místo                   | Bohoslužba             | Bohoslužba             | Poznámka     |
| ------------------------------ | ----------------------- | ---------------------- | ---------------------- | ------------ |
| Kaple Panny Marie              | Dehtáře                 | neslouží se pravidelně | neslouží se pravidelně | obecní kaple |
| Kaple                          | Chválov                 | neslouží se pravidelně | neslouží se pravidelně | obecní kaple |
| Kostel Nanebevzetí Panny Marie | Chvojnov                | neděle středa pátek    | 8.00 18.00             | farní kostel |
| Kaple                          | Kojčice                 | neslouží se pravidelně | neslouží se pravidelně | obecní kaple |
| Kaple                          | Plevnice                | neslouží se pravidelně | neslouží se pravidelně | obecní kaple |
| Kaple                          | Služátky                | neslouží se pravidelně | neslouží se pravidelně | obecní kaple |
| Kaple                          | Střítež pod Křemešníkem | neslouží se pravidelně | neslouží se pravidelně | obecní kaple |